# Landécourt
Landécourt ist eine Gemeinde im französischen Département Meurthe-et-Moselle in der Region Grand Est. Sie gehört zum Arrondissement Lunéville und zum Kanton Lunéville-2. Nachbargemeinden sind Lamath im Norden, Haudonville im Nordosten, Franconville im Osten, Haudonville und Moriviller im Südosten, Clayeures im Südwesten und Einvaux im Westen sowie Méhoncourt im Nordwesten.

## Bevölkerungsentwicklung
| Jahr      | 1962 | 1968 | 1975 | 1982 | 1990 | 1999 | 2008 | 2019 |
| --------- | ---- | ---- | ---- | ---- | ---- | ---- | ---- | ---- |
| Einwohner | 98   | 83   | 75   | 78   | 76   | 81   | 88   | 85   |

|  |  |